# 克什克腾旗
克什克腾旗，简称克旗，是中国内蒙古自治区赤峰市下辖的一旗。克旗是赤峰市地理位置最北边和海拔最高的一个旗县，面积20673平方公里，旗人民政府驻地为经棚镇。

## 历史
克什克腾，古译“怯薛歹”，蒙古语意为“幸福”、“皇恩”。元代为应昌，明末有克什克腾部驻牧。清顺治九年（1652年）置克什克腾旗，屬昭烏達盟。道光五年（1825年）蒙汉分治，境内汉人设白岔巡检司管理，隶属于多伦诺尔厅。民国初年改设经棚设治局，後为经棚县，属热河特别区。1934年1月，满洲国将经棚县并入克什克腾旗，属兴安西省。1945年8月16日被苏军攻占，经棚成立维持会。同年12月1日，克什克腾旗、经棚县政府同时成立，隶属于热北行署。1947年後归内蒙古自治政府。1948年3月，撤销经棚县，统归克什克腾旗。1969-1979年曾归辽宁省辖。1983年撤盟改市，归属赤峰市。

## 资源

### 农牧业
全旗可利用耕地面积130万亩，农作物以小麦、玉米、莜麦、荞麦、谷子为主，还盛产杂豆、油葵、胡麻、芥花等高价值的经济作物，粮食产量稳定在3亿斤以上。全旗草原面积2650万亩，其中天然可利用草场面积1780万亩。牲畜以牛、马、羊、猪为主。

### 动植物
在克旗境内的草牧场和森林中，生长植物92科，347属，1008种，其中可食用植物250种，具有药用价值的植物200多种，白蘑、蕨菜、金针在国内外享有盛誉，还盛产甘草、黄芪、麻黄等中药材。主要野生动物有马鹿、狍子、黄羊、青羊、野猪等。达里诺尔湖是国家级鸟类自然保护区，属国家一、二级保护的鸟类16种。

### 水利、能源
全旗水资源总量为7亿立方米。 可开发利用的水面43万亩。风电资源开发潜力巨大，全旗风场可开发面积600平方公里，已经具备开发条件的风场面积400平方公里。

### 矿产
克旗地上地下矿产资源丰富，目前已探明的金属和非金属矿38种，矿床、矿点、矿化点210余处，金属矿主要有金、银、铜、铁、锡、铅、锌、钨、铀、钼、铌、钽、铍等，非金属矿主要有硅藻土、大理石、叶腊石、玄武岩等。

## 行政区划
克什克腾旗下辖7个镇、2个乡、4个苏木：
经棚镇、宇宙地镇、土城子镇、同兴镇、万合永镇、芝瑞镇、达来诺日镇、新开地乡、红山子乡、达日罕乌拉苏木、巴彦查干苏木、浩来呼热苏木、乌兰布统苏木、应昌街道、热水塘街道和西拉沐沦街道。

## 人口

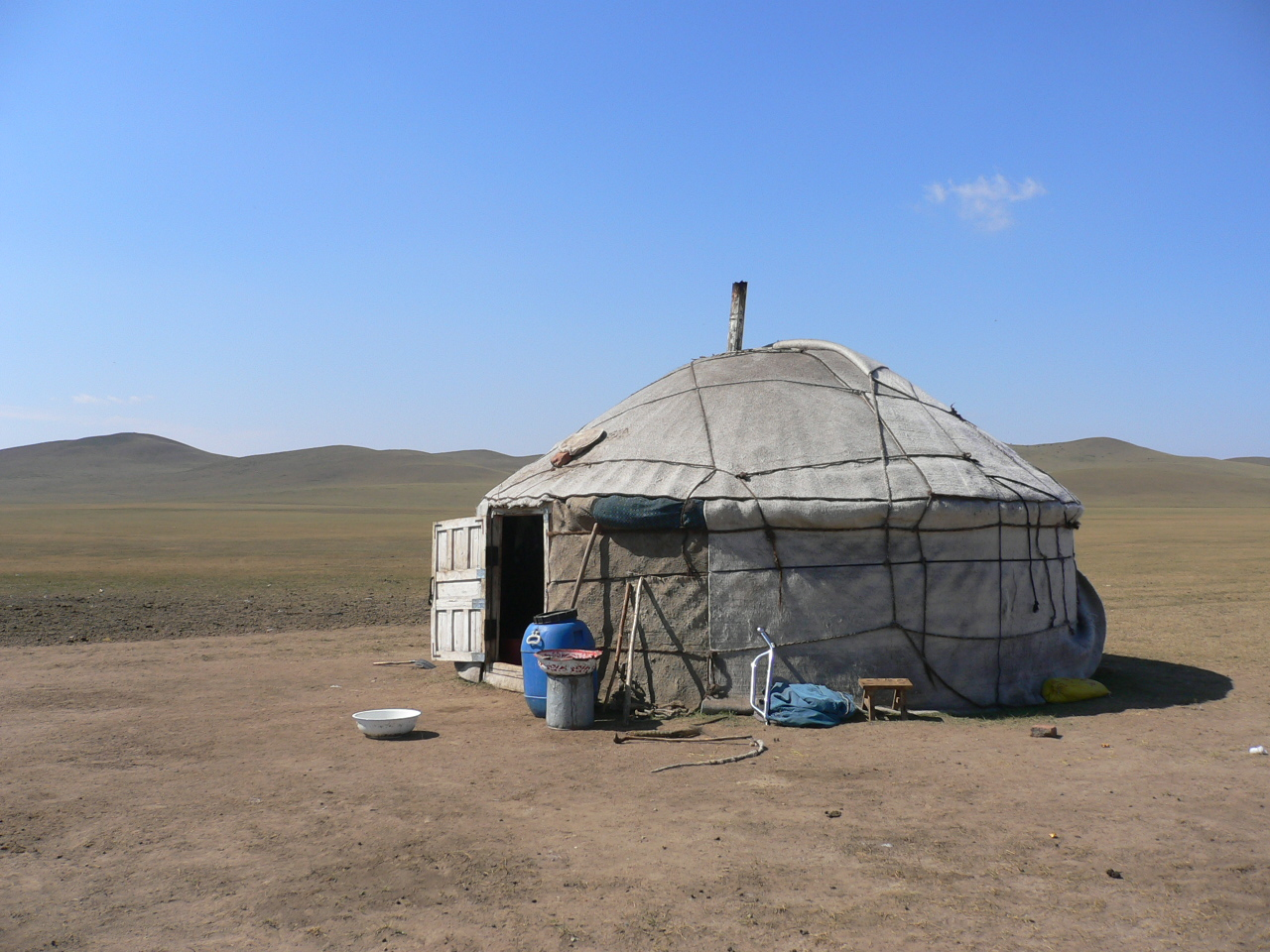
巴彦查干苏木的蒙古包

辖区总人口24.76万人，是一个以蒙古族为主体，汉族居多数，蒙、汉、回、满、壮、藏、侗、朝鲜、达斡尔、鄂温克10个民族聚居的地区。
根据第七次全国人口普查数据，截至2020年11月1日零时，克什克腾旗常住人口为186143人。

## 交通

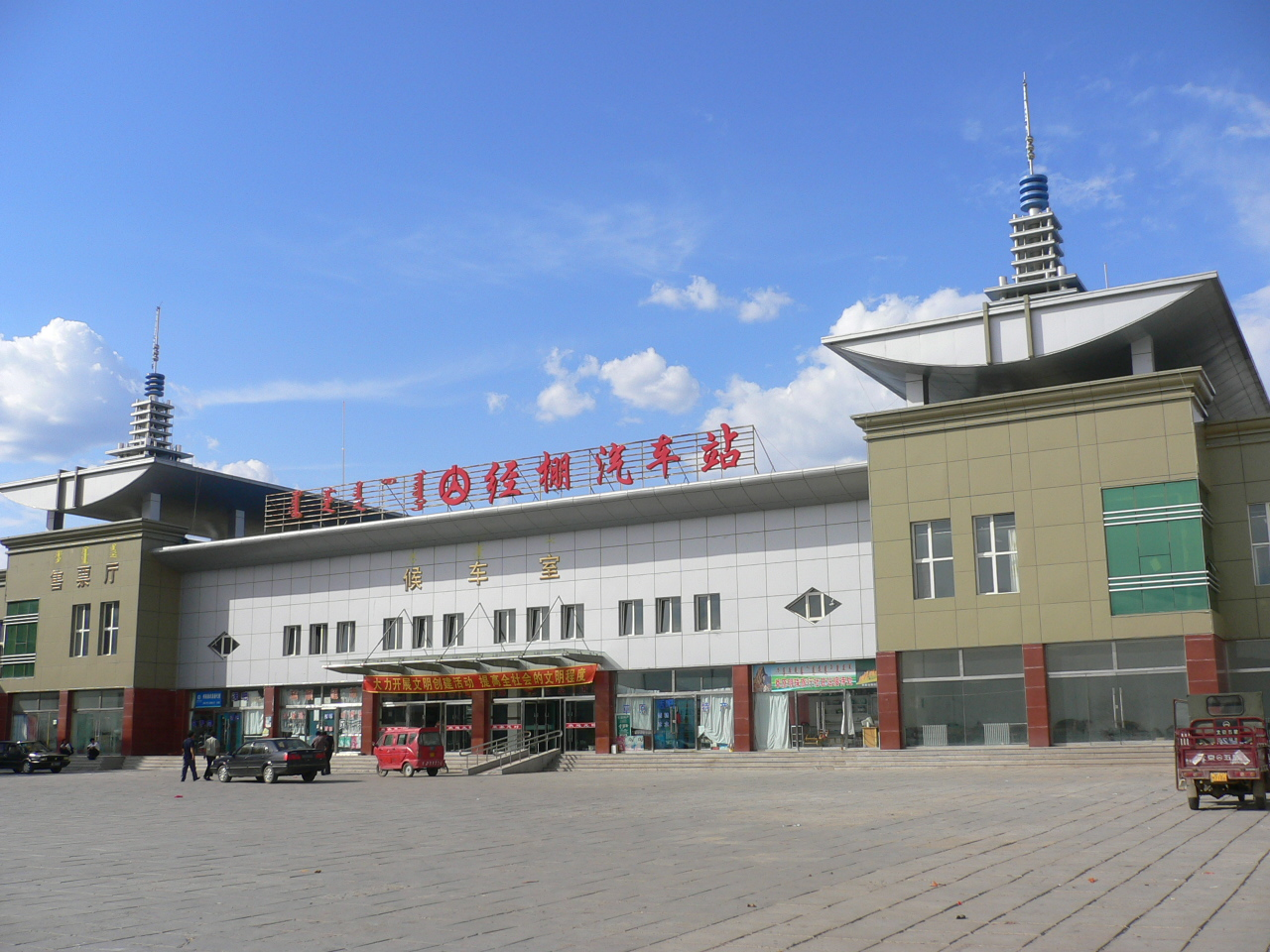
经棚汽车站

近几年，克旗的交通、通讯等基础设施建设有了长足发展，在全旗境内有集通铁路、省际大通道、 233国道、 303国道、 306国道以及纵横交错的旗乡级公路四通八达。邮电通讯事业发展迅速，全旗已实现了长途传输数字化、电话交换程控化和村村通电话。

## 旅游
有内蒙古“缩影”和“百宝箱”之称的克什克腾旗，主要由青山第四纪“冰臼”群、北大山地区阿斯哈图花岗岩石林、黄岗梁地区第四纪冰遗迹、达里诺尔火山群和热水塘温泉等几种类型的地质地貌景观组成。2001年8月克什克腾旗被批准为自治区级地质公园，同年，被批准建立国家地质公园。2005年2月12日，成功晋升为世界地质公园。

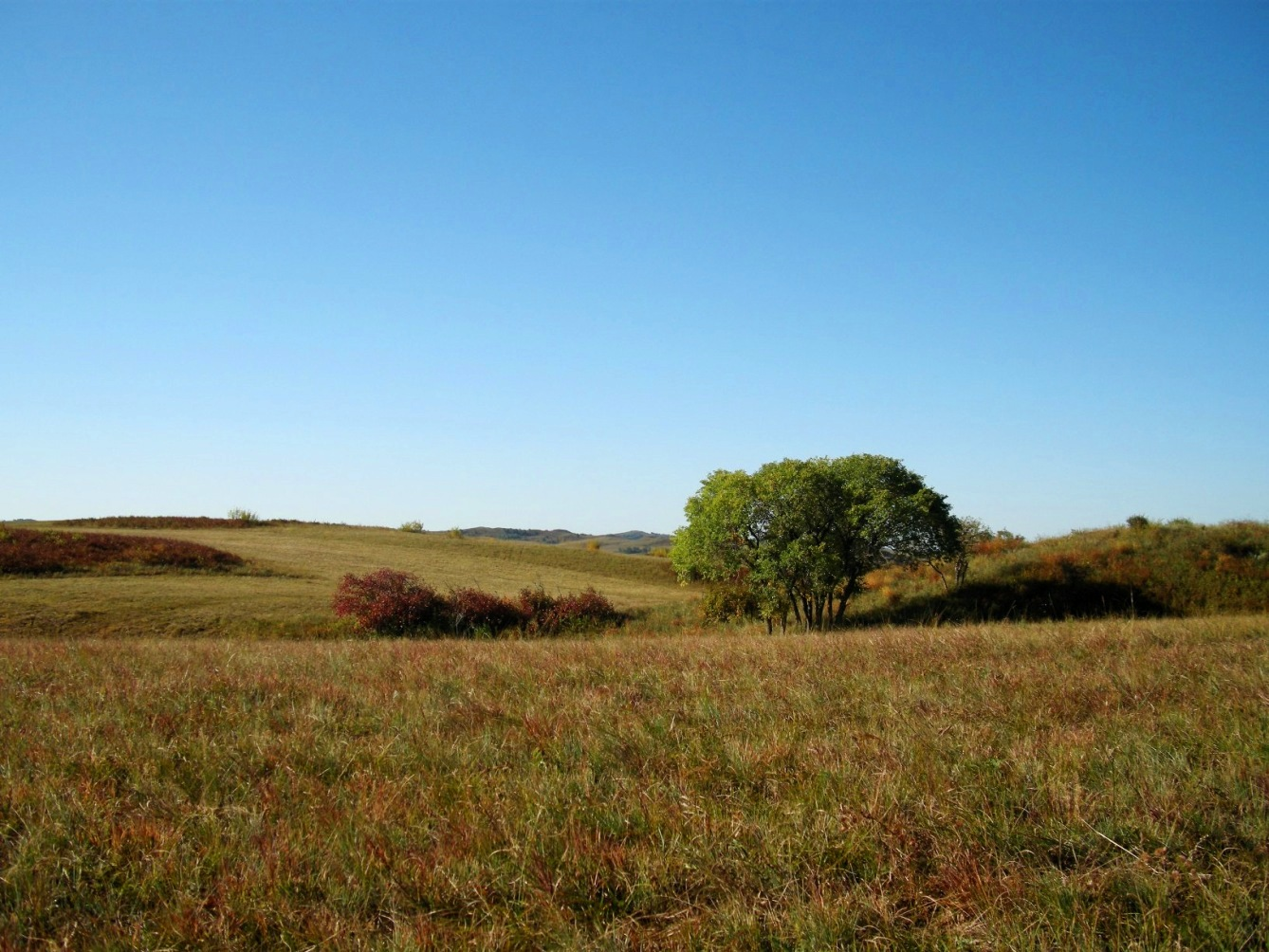
乌兰布统乡元宝山村草甸。2010年9月19日
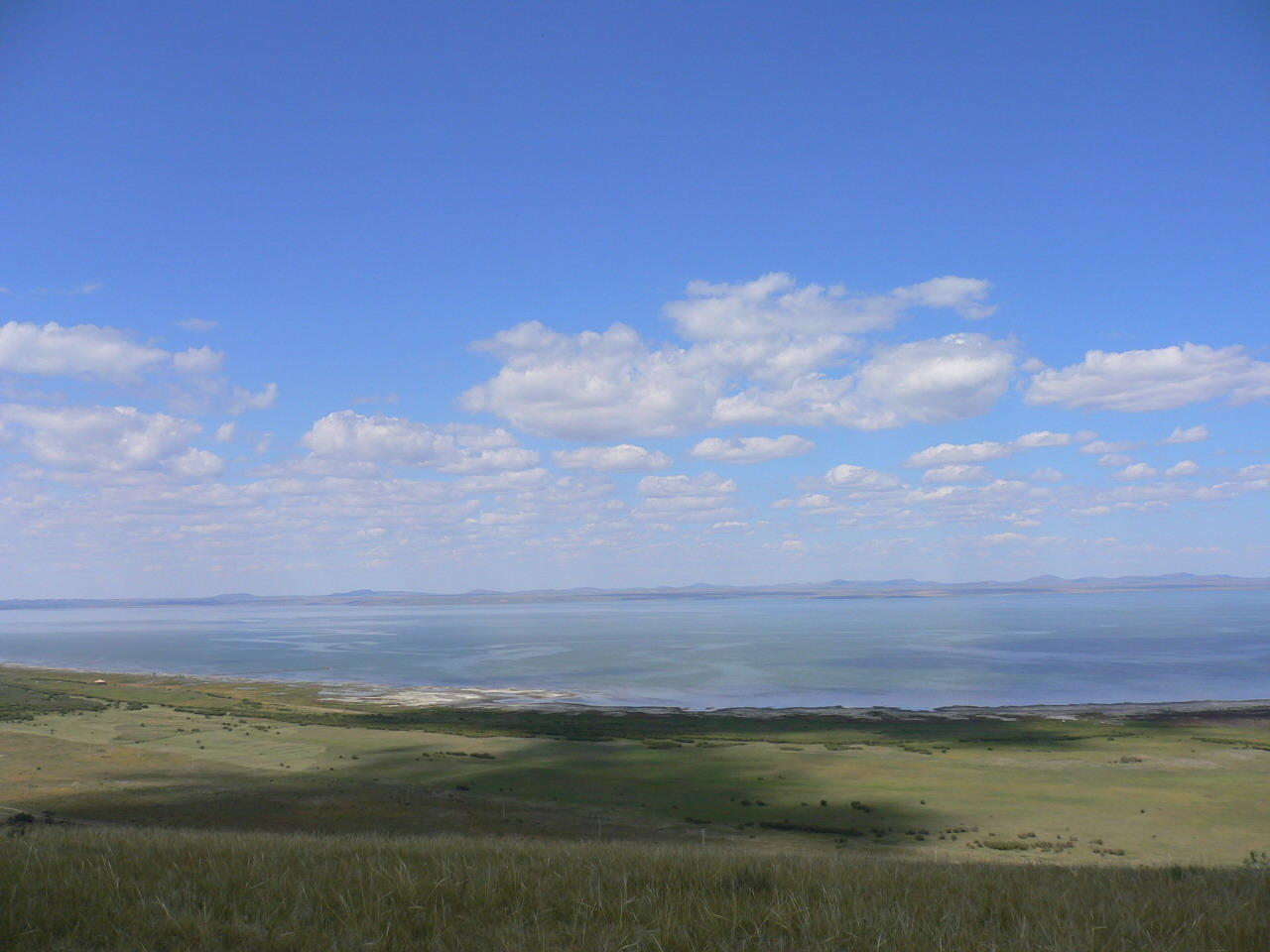
达里诺尔湖南岸
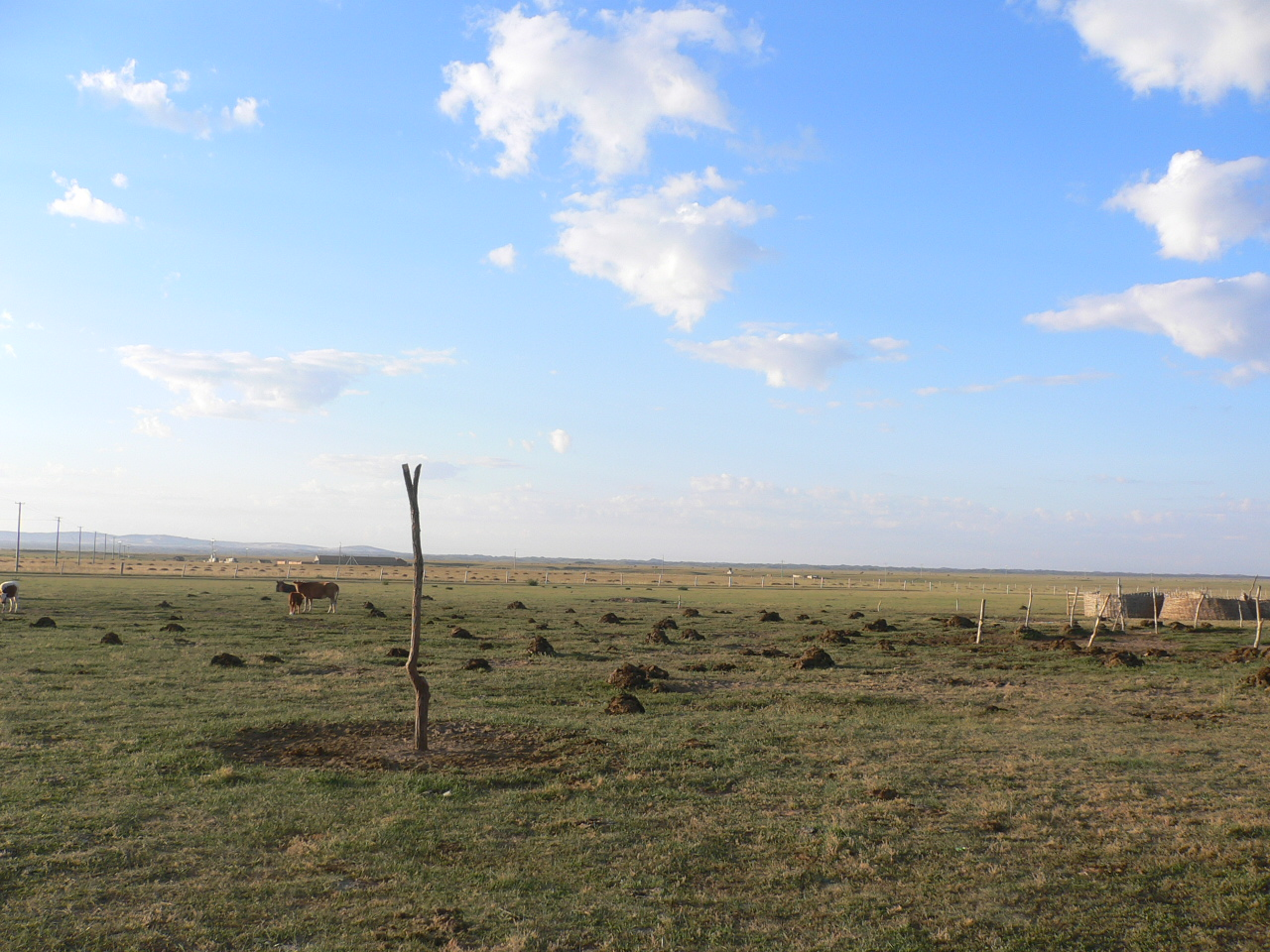
贡格尔草原
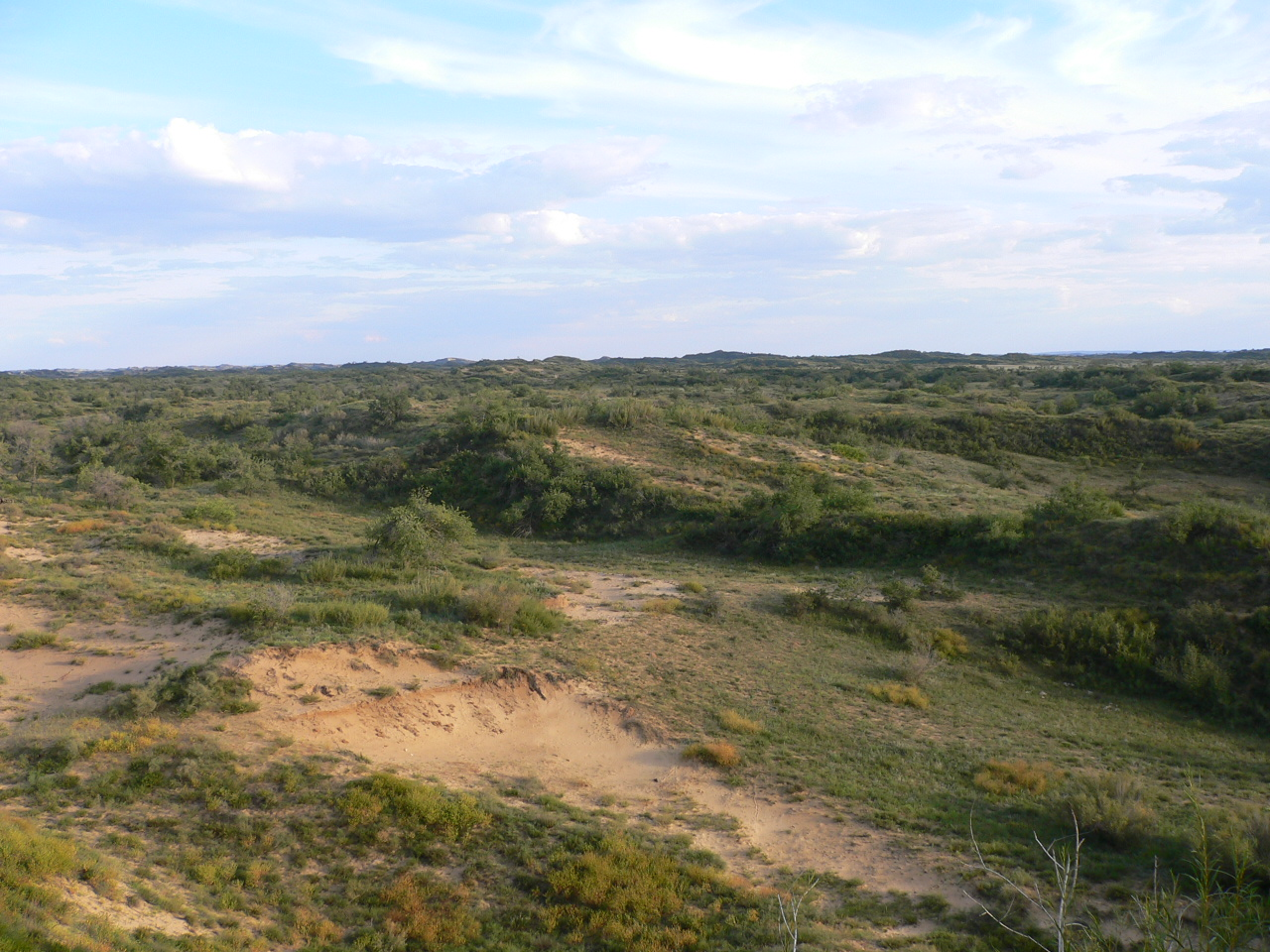
浑善达克沙地
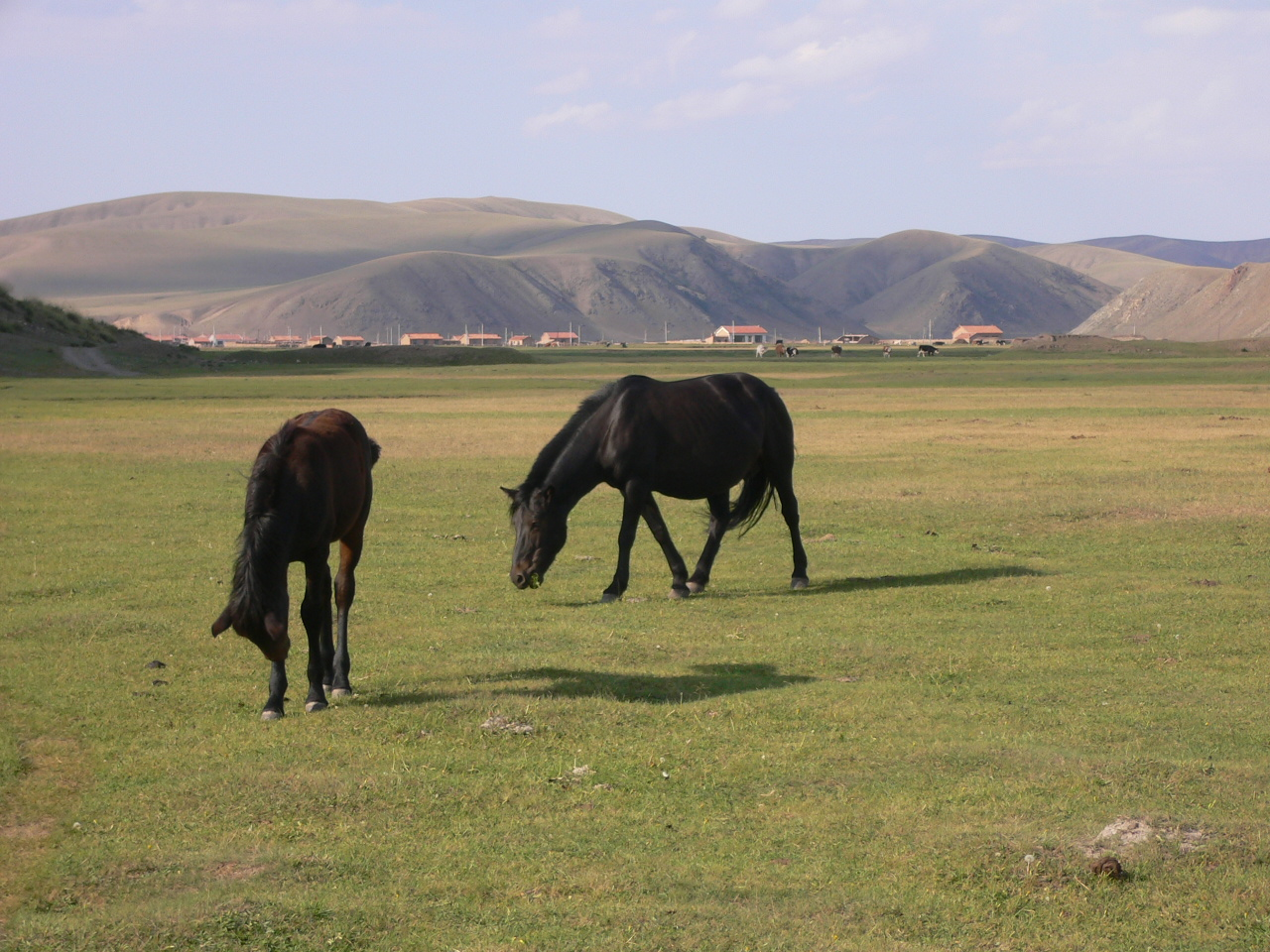
巴彦查干苏木